# Родионовка (Ольшанское сельское поселение)
Родионовка — хутор в Целинском районе Ростовской области России. Входит в состав Ольшанского сельского поселения.

## География
На хуторе имеется одна улица — Центральная.
Фактически хутор слился с селом Богдановка.

## Топоним
На пятивёрстной карте Кавказского края 1926 года хутор вместе с соседней Богдановкой обозначены, как «Двойная», а на двухкилометровке 1932—1941 года, как отдельная Богдановка

## Население
| 2010 |
| ---- |
| 97   |

## Инфраструктура
Личное подсобное хозяйство.
Основа экономики — сельское хозяйство.

## Транспорт
Хутор доступен автотранспортом с автодороги «Целина — Ольшанка — Краснюков — Донской», находящееся примерно в 1,3 км к востоку.